# 诺基亚7250
诺基亚 7250是由诺基亚公司于2003年推出的一款移动电话产品。，它由诺基亚位于美国加利福尼亚设计中心设计，设计师为保加利亚裔美国人Miki Mehandjiysky。7250的目标销售人群是年轻人，所以功能包括彩色的Java游戏，内置摄像头，FM调频广播和X-Press可换壳。

### 功能列表
- 尺寸: 105 x 44 x 19 mm
- 重量: 92 g
- 待机时间: 150 - 300 hours
- 通话时间: 2 - 5 hours
- 三波段支持
- WAP 1.2.1, GPRS
- 高速数据传输 (HSCSD) - 最大43.2 kb每秒
- MMS (Multimedia Messaging Service)
- 可以下载 Java™ 程序
- 彩色屏幕 (256 发色素, 128 x 128 像素)
- 和弦铃声 (MIDI 格式)
- 3.5 M共享内存
- 内置立体声FM广播
- 内置免提扬声器
- 可换外壳 x-press
- 诺基亚 Pop-Port 数据接口
- 红外以及数据线传输
- 可下载彩色壁纸
- 屏幕保护：数字时钟
- 快速拨号
- 电话簿容量 (最大 300 条目)
- 2个内置游戏 (Triple Pop and Bounce)
- 内置时钟，闹钟，计算器和汇率转换